# Howard Barker
Howard E. Barker född 28 juni 1946 i Dulwich i södra London, är en engelsk dramatiker och teaterregissör.

## Biografi
Howard Barker studerade 1964-1968 vid University of Sussex i Brighton där han 1968 tog en Master of Arts i historia. Han debuterade som dramatiker 1970  med Cheek och No One Was Saved på Royal Court Theatre i London. Han har skrivit över 70 pjäser och har haft tre internationella genombrott. Först med Vargen (Claw) från 1975, sedan med radiopjäsen Slaget vid Lepanto (Scenes from an Excecution) som vann Prix Italia 1985. Från samma år är Borgen (The Castle), som spreds internationellt senare, på 1990-talet.
I Sverige spelades flera av hans satiriska samtidspjäser från 1970-talet och tidigt 80-tal, 1980 hade Mörkläggning (Birth on a Hard Shoulder) urpremiär på Dramaten. Senare kom Howard Barker att ta avstånd från satiren, som han menar är alltför lättvindig. Från mitten av 1980-talet vände han sig mot mer moraliska och existentiella teman, oftast iscensatta i historiska miljöer. Av alla dessa pjäser är det bara två som spelats i Sverige; Slaget vid Lepanto och Borgen. Desto större framgångar har han haft internationellt, närmast i Danmark där han spelats mycket mer än i Sverige.
Flera av hans tidigare pjäser hade urpremiär på Royal Court Theatre. 1985 hade Royal Shakespeare Company en säsong med tre Barker-pjäser framförda på The Pit i Barbican Centre i London. Men Howard Barker har varit en kontroversiell person i det brittiska teaterlivet, han har ansetts som alltför krävande. 1988 bildades en särskild teatergrupp, The Wrestling School, i Brighton av skådespelare som ville specialisera sig på Barkers dramatik. 1994 tog han själv över ledningen av sällskapet och började regissera sina egna pjäser.
I essäboken Arguments for a Theatre formulerade han en egen teaterteori om Theatre of Catastrophe (katastrofens teater), en teater för en värld utan konsensus, där varje individ själv måste uppfinna sin egen moraliska kod. Till skillnad från den traditionella aristoteliska tragedin, underordnas figurerna i hans pjäser inte en allomfattande moral. De urskuldas inte genom det tragiska handlingsmönstret, publikens identifikation uteblir, liksom dess medömkan, den eftertraktade reningen (katarsisen) uppnås inte. Till skillnad från Bertolt Brechts eftersträvade distanseringseffekt så producerar Barkers teater inga lösningar, och inget samförstånd. Publiken blir inget kollektiv, de olika individerna skall ha med sig sina olika problem med hem igen.

## Uppsättningar i Sverige
- 1978 Vargen (Claw), Dramaten, översättning Lars Björkman, regi Barbro Larsson, med Rolf Skoglund, Örjan Ramberg, Harriet Andersson, Henrik Schildt & Birgitta Andersson
- 1978 Vargen, Helsingborgs stadsteater, översättning Lars Björkman, regi Lars Svenson, med Tord Peterson
- 1979 Herman, nu med Millie and Mick (Herman with Millie and Mick), Radioteatern, översättning Lars Björkman, regi Per Verner-Carlsson, med Ernst-Hugo Järegård, Solveig Ternström & Örjan Ramberg
- 1980 Mörkläggning (Birth on a Hard Shoulder), Dramaten, översättning & regi Barbro Larsson (urpremiär), med Ingvar Hirdwall & Björn Gustafson
- 1980 Vitsen med kåken (Hang of the Gaol), Radioteatern, översättning Anna Pyk & Sture Pyk, regi Gun Jönsson
- 1987 Slaget vid Lepanto (Scenes from an Excecution), Radioteatern, översättning Staffan Holmgren, regi Christer Brosjö, med Jane Friedmann, Ingvar Hirdwall & Tor Isedal
- 1989 Slaget vid Lepanto, Göteborgs stadsteater, översättning Staffan Holmgren, regi Wiveka Warenfalk, med Kerstin Tidelius
- 1989 Slaget vid Lepanto, Malmö stadsteater, översättning Staffan Holmgren, regi Barbro Larsson
- 1995 Borgen (The Castle), Radioteatern, översättning Staffan Holmgren, regi Christer Brosjö, med Johan Rabaeus, Peter Harryson, Betty Tuvén & Viveka Seldahl
- 1996 (Uncle) Vanya, The Wrestling School, regi Howard Barker, gästspel på Stockholms stadsteater
- 1996 Judith, The Wrestling School, regi Howard Barker, gästspel på Göteborgs Dans- och Teaterfestival
- 2000 Animals in Paradise, Malmö stadsteater och Det Kongelige Teater, Köpenhamn, översättning Ulf Peter Hallberg & Nina Basset, regi Olof Lindqvist

## Dramatik (urval)
| - Cheek (1970) - Herman with Millie and Mick (1970) - Downchild (1970) - Claw (1975) - Birth on a Hard Shoulder (1977) - Hang of the Gaol (1978) - The Love of a Good Man (1978) - Crimes in Hot Countries (1980) - Scenes from an Excecution (1983) | - Victory (1983) - The Castle (1984) - The Power of the Dog (1985) - The Possibilities (1988) - The Last Supper (1988) - The Bite of the Night (1988) - Golgo: Sermons on Pain and Privilege(1989) - Rome (1989) - The Europeans (1990) | - Seven Lears (1990) - Hard Heart (1992) - A Hard Heart (1992) - (Uncle) Vanya (1993) - Hated Nightfall (1994) - Judith (1995) - The Gaoler's Ache of the Nearly Dead (1997) - He Stumbled (2000) |